# Acentrogobius dayi
Acentrogobius dayi és una espècie de peix de la família dels gòbids i de l'ordre dels perciformes.

## Morfologia
- Els mascles poden assolir 11 cm de longitud total.[4][5]

## Hàbitat
És un peix marí, de clima tropical i demersal.

## Distribució geogràfica
Es troba des del Golf Pèrsic fins al Pakistan.

## Observacions
És inofensiu per als humans.